# S-Bahn w Bernie
S-Bahn w Bernie – sieć szybkiej kolei miejskiej S-Bahn w aglomeracji Berna. Obsługuje około 100 000 osób dziennie. System istnieje od 1995. System S-Bahn składa się obecnie z 12 linii.

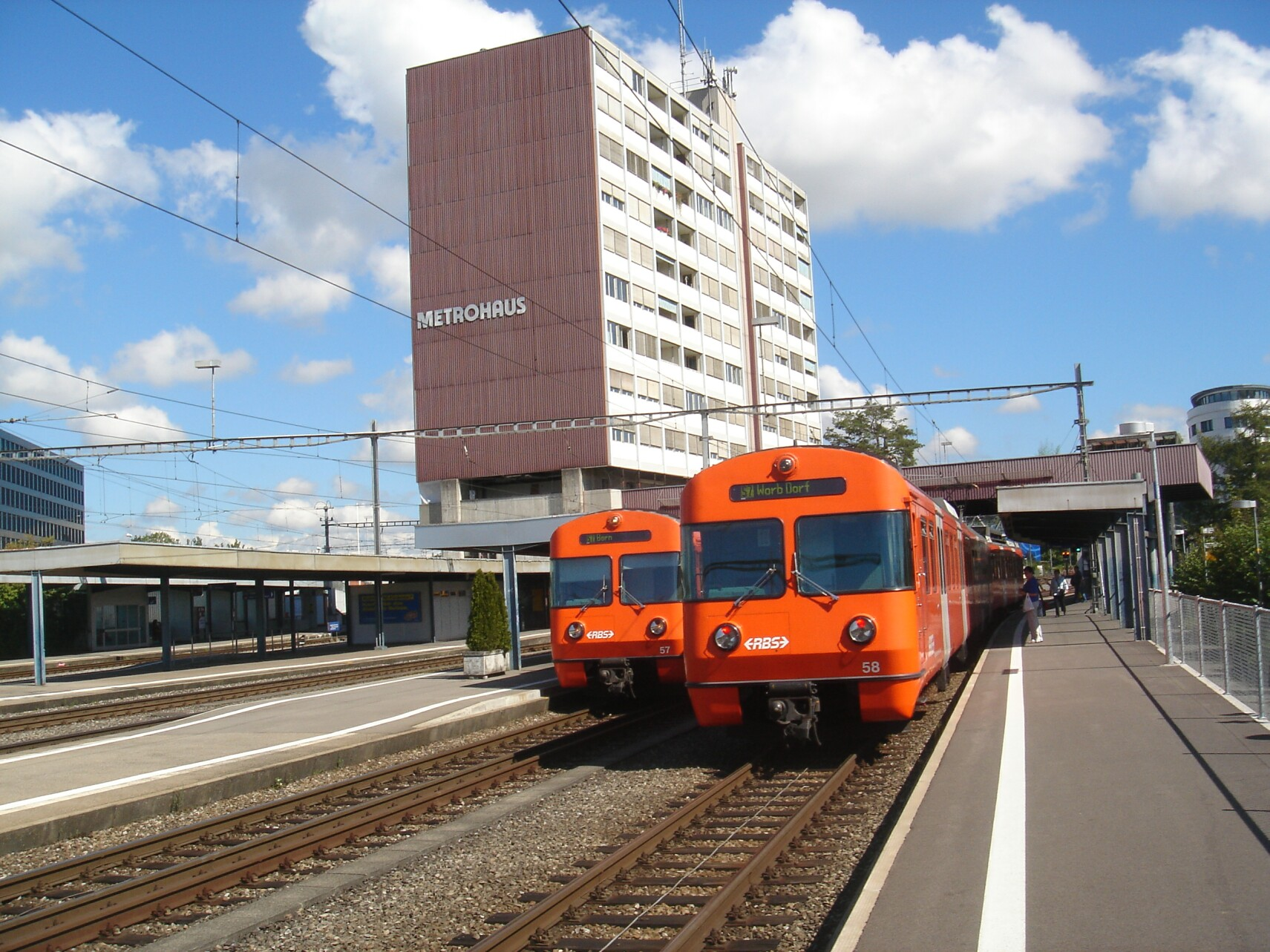
Pociągi S-Bahn w Bernie

Mapa